# Жална
Жална (словен. Žalna) је насељено место у општини Гросупље, Средњесловенска регија, Словенија.

## Историја
До територијалне реорганизације у Словенији била је у саставу старе општине Гросупље.

## Становништво
У попису становништва из 2011. године, Жална је имала 330 становника.
| Број становника према пописима | Број становника према пописима | Број становника према пописима |
| ------------------------------ | ------------------------------ | ------------------------------ |
| 1991                           | 2002                           | 2011                           |
| 327                            | 323                            | 330                            |

Напомена: Године 1983. смањен за део насеља који је спојен са издвојеним деловима насеља Велико Млачево и Заградец при Гросупљем у ново самостално насеље Лобчек.

## Галерија
- унутрашњост цркве
- железничка станица